# Sanniki
Sanniki é um município da Polônia, na voivodia da Mazóvia, condado de Gostynin. É sede da comuna de Sanniki.
Está localizada na planície de Kutnowska, e segundo os censos de 2011 estende-se por uma área de 11,7602 km², com 2 084 habitantes, com uma densidade populacional de 177,2 hab/km².
É um centro de serviços regional e um entroncamento rodoviário. As estradas da voivodia n.º 577, n.º 583, n.º 584 e a estrada do condado para Słubice se encontram nela. Obteve os direitos de cidade em 1 de janeiro de 2018.

## História
O nome da cidade vem da produção de trenós (em polonês/polaco: sanie), uma função dos servos para com os príncipes de Płock na Idade Média. A primeira menção a Sanniki data do século XIV, em 1462, por ser o local da morte do príncipe Siemowit VI. A partir do século XVI, a vila foi uma propriedade real, mas sem os direitos de uma fortaleza, tais como poderes judiciais, policiais e de execução. A vila real estava localizada na segunda metade do século XVI no condado de Gąbiński, região de Gostyń, na voivodia de Rawa. A partir de 1793, a vila pertenceu a Prússia Meridional, em 1807, ao Ducado de Varsóvia, e desde 1815 ao Reino da Polônia na partição russa. Em 1828, Frédéric Chopin visitou o Palácio de Sanniki. Durante a Revolta de Janeiro, a população local participou ativamente das lutas pela independência, pelas quais mais tarde sofreu repressão. Em 1905, houve greves de funcionários da fábrica local de açúcar. Em 1915, Sanniki se encontrou na área ocupada pela Alemanha, na qual o Reino Regencial da Polônia foi proclamado em 1917 e, portanto, a partir de novembro de 1918, dentro das fronteiras da Segunda República Polonesa. Durante a Segunda Guerra Mundial, os alemães deram a Sanniki em 1943 o nome oficial de Sannikau. No final de 1945, existia na vila o aeroporto do 1.º Regimento de Caças "Varsóvia". Nos anos de 1975 a 1998, a cidade pertenceu administrativamente à voivodia de Płock.
Nasceram em Sanniki:
- Eugeniusz Pogorzelski - general
- Stanisław Myśliborski-Wołowski - historiador
- Jan Godzimir Jaworski - sinólogo, japonólogo, historiador.
- Eligiusz Dymowski O.F.M - religioso, poeta, escritor

## Folclore
Sanniki é a capital da região de Sanniki, caracterizada por uma separação significativa da região vizinha de Łowicz. Seu interesse é pela arte regional, artesanato e atividades musicais. As decorações folclóricas mais famosas são as chamados "Klapoki", ou recortes de fita com motivos florais, figuras humanas, menos frequentemente com desenhos geométricos. Elas se distinguem dos recortes de Łowicz por assunto, na maioria das vezes retratam cenas de casamento ou outros rituais folclóricos. Outros motivos são "pássaros", galos, perus e pombos multicoloridos. O artesanato popular consiste principalmente em tecer casacos e colchas listrados de lã multicolorida. "Roupas" e tapeçarias. As cores roxo e amarelo predominam. Uma peça característica de mobiliário são caixas verdes decoradas com flores vermelhas ou amarelas. A cidade conta com um conjunto regional de música e dança "Sanniki" e uma banda folclórica.

## Monumentos e objetos históricos

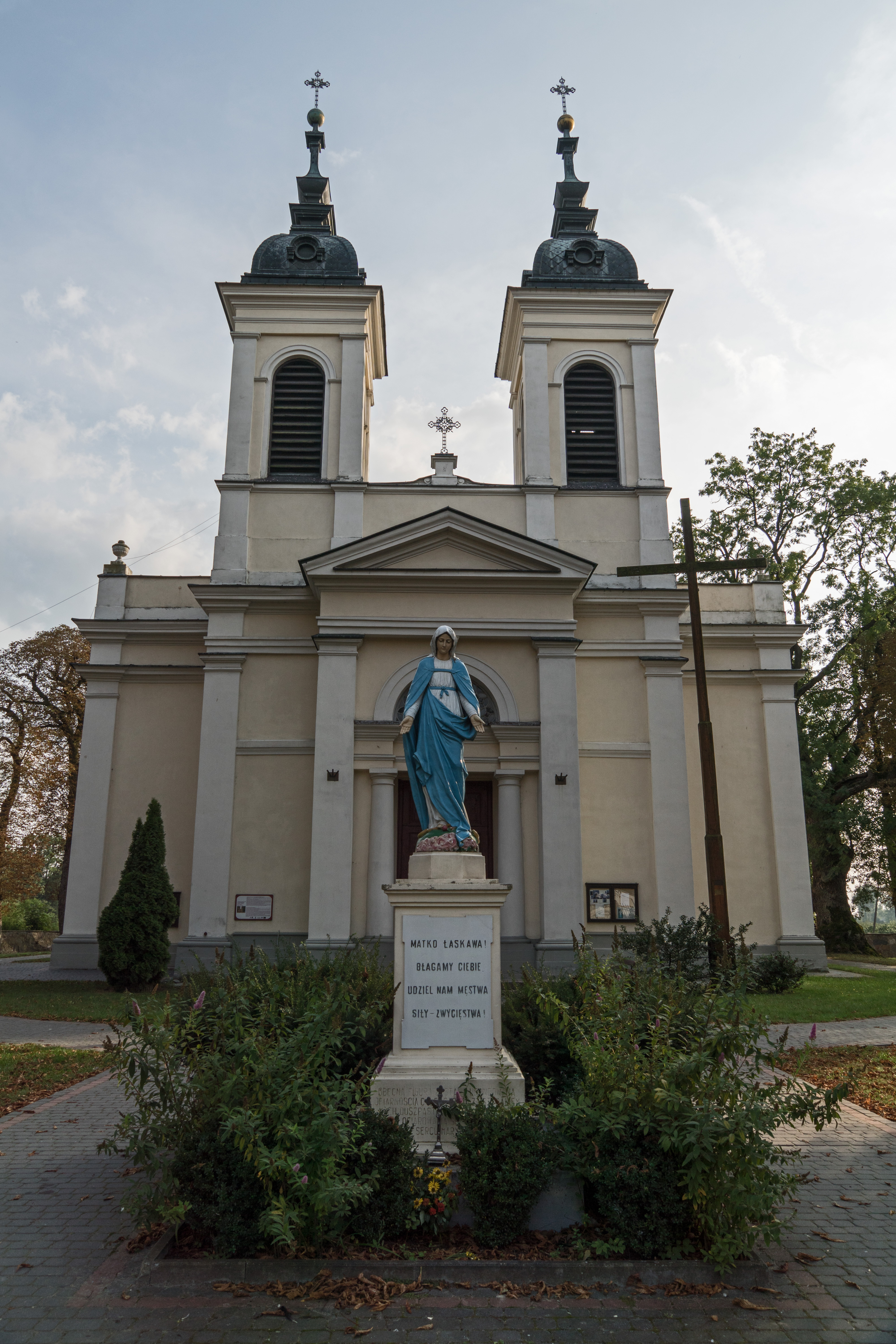
Igreja da Santíssima Trindade

- Igreja da Santíssima Trindade, neoclássica, construída em 1870-1872 de acordo com o projeto de Franciszek Tournelle.
- Complexo de Palácio e Parque Frédéric Chopin com o palácio do século XVIII,[5] completamente reconstruído em 1910. O palácio foi visitado por Frédéric Chopin (isso é lembrado pela placa na fachada). O edifício atual foi reconstruído de acordo com o projeto de Władysław Marconi e tem o caráter de uma villa italiana. Na ala esquerda, há a Sala Chopin, um pequeno museu dedicado ao compositor. No parque paisagístico, há um monumento a Frédéric Chopin da escultora Ludwika Nitschowa. Ao lado do palácio, um celeiro da primeira metade século XIX.
- Casas de madeira na rua Wiejska (século XIX).